# Königsbrücke
Die Königsbrücke war eine Straßenbrücke in Berlin. Sie führte über den ehemaligen Festungsgraben – etwa an der Stelle der heutigen S-Bahn-Unterführung am Alexanderplatz – und verband die Kernstadt Berlin mit der jenseits des Grabens gelegenen Königsstadt. Die Brücke an der östlichen Stadtgrenze gehörte zusammen mit dem Potsdamer Tor im Südwesten und dem Brandenburger Tor im Nordwesten zu den wichtigsten Durchlässen in der Stadtumgrenzung.

## Geschichte

Umgebung der Königsbrücke (Neuer Markt und Alexanderplatz), zwischen den Stadtteilen Alt-Berlin und Königsviertel (1748)

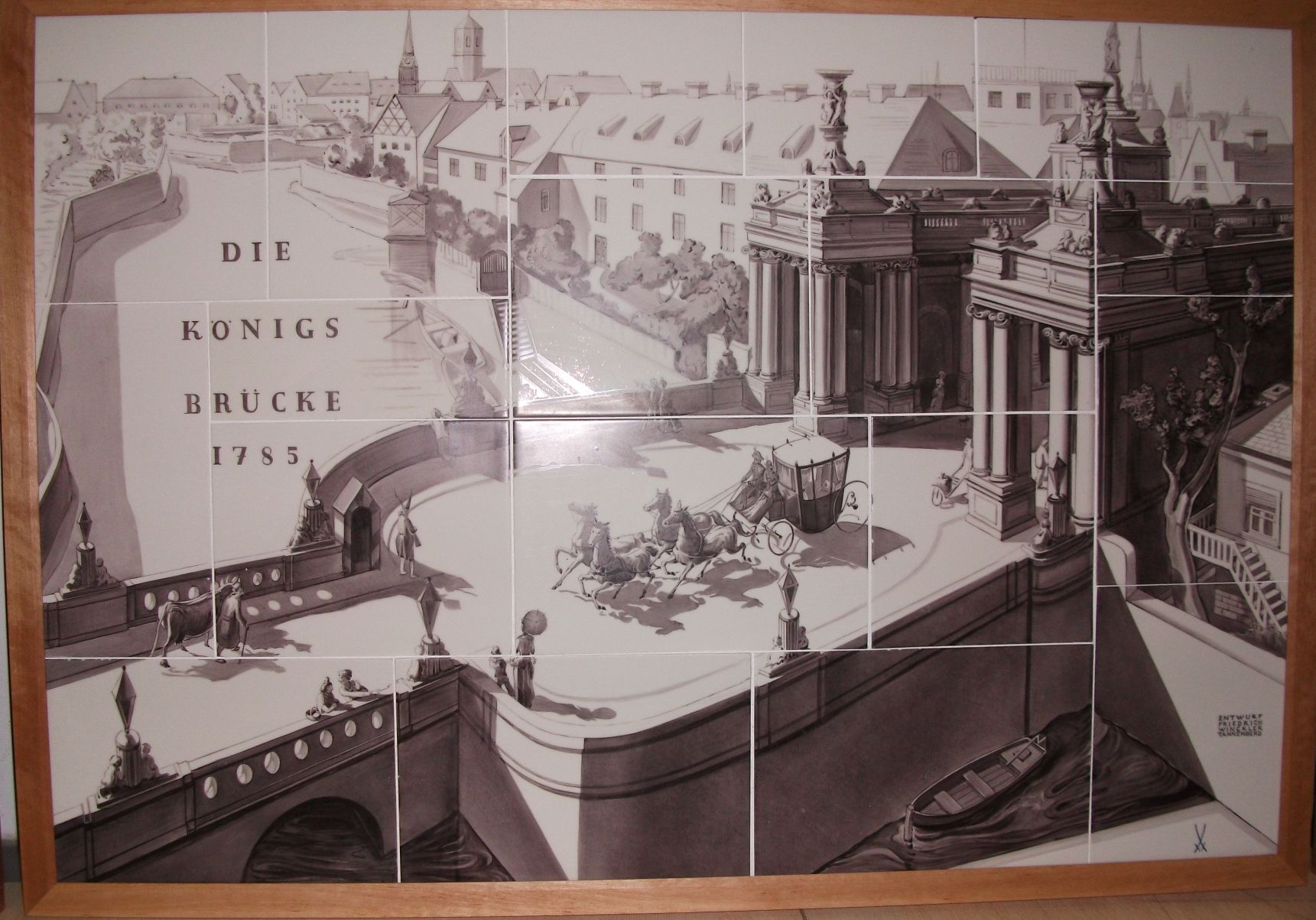
Eines der Fliesenbilder vom Alexanderplatz: Königsbrücke und Königskolonnaden (1785)

Die ursprüngliche Holzkonstruktion wurde 1777 nach den Plänen von Carl von Gontard durch ein repräsentatives vierbogiges Bauwerk aus Rothenburger Sandstein ersetzt; Geländer und Verkleidung bestanden aus weißem Seehauser Sandstein. Zusammen mit den bis 1780 als architektonische Ergänzung hinzugefügten Königskolonnaden gab die Königsbrücke dem Eingang zur preußischen Residenzstadt eine repräsentative Note.

In der ersten Hälfte des 19. Jahrhunderts war die Königsbrücke für die Einwohner Berlins der nächstgelegene und meistbenutzte Durchlass. Entsprechend stark frequentiert war die über die Brücke führende Königstraße (heute Rathausstraße). Sie reichte vom jenseits des Grabens liegenden Alexanderplatz bis zum Berliner Schloss und war eine Hauptstraße mit dem Rathaus, dem Stadtgericht, dem General-Postamt und zahlreichen renommierten Geschäften, darunter die Rocca’sche Kunsthandlung, sowie mit Konditoreien und Kaffeehäusern. Wegen des gewachsenen Verkehrs war eine Verbreiterung der Brücke erforderlich geworden. Der Umbau erfolgte nach Plänen von Heinrich Strack unter der Bauleitung von Louis Schrobitz.
Zum letzten Viertel des 19. Jahrhunderts war aus Berlin eine Weltstadt geworden, und der ohnehin austrocknende Festungsgraben mit der Königsbrücke stand der weiteren Stadtentwicklung im Wege. So riss man die Brücke schließlich ab, schüttete den Graben zu und errichtete 1882 in seinem Verlauf die Berliner Stadtbahn. Die verbliebenen Königskolonnaden wurden 1910 in den Kleistpark an der Potsdamer Straße umgesetzt.